# Pajęczynokustrzebka złotożółta
Pajęczynokustrzebka złotożółta (Arachnopeziza aurelia (Pers.) Fuckel) – gatunek grzybów z rodziny Arachnopezizaceae.

## Systematyka i nazewnictwo
Pozycja w klasyfikacji według Index Fungorum: Arachnopezizaceae, Helotiales, Leotiomycetidae, Leotiomycetes, Pezizomycotina, Ascomycota, Fungi.
Po raz pierwszy takson ten opisał w 1822 r. Christiaan Hendrik Persoon nadając mu nazwę Peziza aurelia. Obecną, uznaną przez Index Fungorum nazwę nadał mu Karl Wilhelm Gottlieb Fuckel w 1870 r.
Ma 12 synonimów. Niektóre z nich:
- Arachnopeziza fulgens (Hazsl.) Boud. 1907
- Arachnoscypha aurelia (Pers.) Boud. 1907[2].

Polską nazwę podaje internetowy atlas grzybów.

## Morfologia
Owocniki typu apotecjum bardzo drobne, o średnicy 0,3–2 mm, występujące pojedynczo lub w grupach, siedzące, o okrągłym kształcie, początkowo miskowate, potem kielichowate. Nie mają trzonu, do podłoża przyrastają żółtawą grzybnią. Powierzchnia hymenialna gładka, o barwie od bladożółtej do złotożółtej. Powierzchnia zewnętrzna i brzeg pokryte żółtopomarańczowymi włoskami.
Cechy mikroskopowe
Strzępki o ścianach i zawartości od szklistej do pomarańczowej, często gęste, pogięte, o szerokości 3,5–4,1 μm w dolnej części i zwężające się zwykle do wierzchołka, który ma szerokość 1,5–3 μm, jest szpiczasty, dość grubościenny, gładki. Strzępki mają wiele sept i długość 100–500 μm. Worki bitunikowe, 8 zarodnikowe, maczugowate, (88) 102-115 × (7,2) 7,7-9,2 (11,5) μm. Askospory szkliste, gładkie, wrzecionowato-cylindryczne, cieńsze w dolnej części, a często także w górnej, w workach ułożone ukośnie, dwurzędowo, z 1–3 septami w stanie dojrzałym i wymiarach 12–22 × 3,5–5 μm. Wstawki (parafizy) szkliste, proste, nitkowate, o wierzchołku tej samej grubości lub tylko nieznacznie grubszym, z kilkoma septami.

## Występowanie i siedlisko
Arachnopeziza aurelia występuje w Ameryce Północnej, Europie, Japonii, Australii i na Nowej Zelandii. Najwięcej stanowisk podano w Europie, pojedyncze stanowiska podano w Ameryce Południowej i Afryce, a w 2008 r. w Turcji. W Polsce po raz pierwszy jej występowanie podał Bogumir Eichler w 1904 r., później gatunek notowany jeszcze kilkukrotnie. Aktualne stanowiska podaje internetowy atlas grzybów. Znajduje się w nim na liście grzybów zagrożonych i wartych objęcia ochroną.
Nadrzewny grzyb saprotroficzny występujący na próchniejącym drewnie drzew liściastych. Zwykle występuje na dolnej stronie rozkładających się, zwalonych kłód, na gałęziach lub liściach, a zwłaszcza na żołędziach dębów i na orzeszkach buków. Owocniki tworzy od wiosny do zimy.